# Cluses
Cluses település Franciaországban, Haute-Savoie megyében. Lakosainak száma 17 366 fő (2022. január 1.). Cluses Arâches-la-Frasse, Châtillon-sur-Cluses, Magland, Nancy-sur-Cluses, Saint-Sigismond, Scionzier és Thyez községekkel határos.

## Népesség
A település népességének változása:
| Lakosok száma | 17 627 | 17 538 | 17 790 | 17 059 | 16 996 | 16 918 | 16 976 | 17 164 | 17 366 |
|               | 2013   | 2015   | 2016   | 2017   | 2018   | 2019   | 2020   | 2021   | 2022   |